# Radio medisch advies
Radio Medisch Advies is medisch advies dat via een radioverbinding wordt gegeven aan een koopvaardijschip zonder arts aan boord.
Een schip kan niet altijd snel bereikt worden door de hulpdiensten, en enkel passagiersschepen waar mensen voor een langere tijd verblijven hebben een arts aan boord. Daarom is men begonnen met het opleiden van de officieren om zelf de bemanning de eerste hulp te kunnen toedienen. Deze opleiding houdt echter niet in dat officieren diagnoses mogen stellen of medicatie waarvoor dokters voorschriften moeten schrijven mogen toedienen. Daarom is het inwinnen van radio medisch advies belangrijk. De arts aan de wal met wie men contact heeft, zal vragen stellen over de symptomen van het slachtoffer en aan de hand van de bevindingen van de officier advies geven over de gepaste behandeling en of een schip al dan niet versneld moet binnenlopen of de patiënt moet worden geëvacueerd.
In 1935 werd het C.I.R.M. (Centro Internazionale Radio Medico) opgericht door Professor Guida in Rome. Het was de eerste organisatie die ervoor zorgde dat men altijd en overal een dokter kon raadplegen.
In België zorgt mediport voor het verstrekken van radio medisch advies, in Nederland is dat de Radio Medische Dienst van de KNRM via marifoon, middengolf of Inmarsat (telefoon en telex).